# Дёмин, Владимир Вячеславович
Владимир Вячеславович Дёмин (род. 2 мая 1976, Москва) — российский баскетболист, атакующий защитник. Отец Егора Дёмина.

## Карьера
В составе юношеской сборной России — бронзовый призёр чемпионата Европы до 16 лет (1993) и участник чемпионата Европы до 18 лет (1994).
Профессиональную карьеру начинал в петербургском «Спартаке». С 1999 по 2004 год выступал за подмосковные «Химки». В сезоне 2004/05 был игроком команд «Евраз» (Екатеринбург) и «Урал-Грейт» (Пермь).
С 2019 года является директором СШОР «Динамо».

## Личная жизнь
Владимир — воспитанник баскетбольной школы «Тринта». Его будущая супруга Наталья также занималась баскетболом в «Тринте», где они и познакомились, однако на профессиональном уровне она не играла.
Сын — Егор Дёмин (р. 2006), также воспитанник «Тринты». В 2025 году был выбран на драфте НБА клубом «Бруклин Нетс», заняв рекордное для игрока из России 8-е место. 